# Ryanair-Flug 4102
Ryanair-Flug 4102 ist ein täglicher Flug der irischen Billigfluggesellschaft Ryanair. Am 10. November 2008 musste die Maschine wegen Vogelschlages eine Notlandung auf dem Flughafen Rom-Ciampino durchführen. Dabei wurden zehn Personen verletzt.

## Unfallhergang
Die Maschine vom Typ Boeing 737-800 hob um 06:30 Uhr in Frankfurt-Hahn zum Flug nach Rom ab. Der ganze Flug lief reibungslos, bis es beim Landeanflug auf den Flughafen Rom zu einem Vogelschlag kam, bei dem die Rumpfnase und die Triebwerke schwer beschädigt wurden. Trotz des Ausfalls beider Triebwerke erreichte die Maschine die Landebahn und setzte um 07:56 Uhr auf. Bei der harten Landung wurde das Fahrwerk zwar stark beschädigt, das Flugzeug blieb aber rollfähig, so dass nach einem zeitweisen Verlassen der Landebahn die Maschine am Bahnende zum Stehen gebracht werden konnte. Während der Evakuierung der Passagiere über Notrutschen knickte das linke Hauptfahrwerk ein und stieß mit großer Wucht durch die Tragfläche. Die Boeing 737 wies danach so starke strukturelle Beschädigungen auf, dass die erst sieben Monate alte Maschine abgeschrieben werden musste.
Unfallermittler fanden Vogelreste von Staren in den Triebwerken und kündigten daher auch wegen des Unglücks von US-Airways-Flug 1549 an, die CFM56-Triebwerke zu überprüfen, um sie gegen Vogelschlag dauerhaft sicherer zu machen.